# 666 Ways to Love: Prologue
666 Ways to Love: Prologue är en EP av det finländska rockbandet HIM, utgiven 1996. Skivan är producerad av Hiili Hiilesmaa. Den släpptes bara i Finland och endast i 1 000 exemplar.
Kvinnan på omslaget är sångaren Ville Valos mor.

## Låtlista
Alla låtar skrivna av Ville Valo om inget annat anges.
1. "Stigmata Diaboli" – 2:55
2. "Wicked Game" (Chris Isaak) – 3:56
3. "Dark Secret Love" – 5:19
4. "The Heartless" – 7:25